# بسکتبال در المپیک تابستانی ۱۹۵۲
بسکتبال در بازی‌های المپیک تابستانی ۱۹۵۲ نام رویداد ورزش بسکتبال در بازی‌های المپیک تابستانی بود که در سال ۱۹۵۲ برگزار شد.

## کشورهای شرکت کننده
- آرژانتین (۱۴)
- بلژیک (۱۳)
- برزیل (۱۳)
- بلغارستان (۱۴)
- کانادا (۱۳)
- شیلی (۱۳)
- کوبا (۱۲)
- چکسلواکی (۱۴)
- مصر (۱۴)
- فنلاند (۱۴)
- فرانسه (۱۴)
- یونان (۱۲)
- مجارستان (۱۳)
- اسرائیل (۱۲)
- ایتالیا (۱۳)
- مکزیک (۱۳)
- فیلیپین (۱۲)
- رومانی (۱۲)
- اتحاد شوروی (۱۴)
- سوئیس (۱۴)
- ترکیه (۱۲)
- ایالات متحده آمریکا (۱۴)
- اروگوئه (۱۲)